# Canton de Verdun
Le canton de Verdun est une ancienne division administrative française, qui était située dans le département de la Meuse et la région Lorraine.
Le canton est créé en 1790 sous la Révolution française. Il disparait en 1973, remplacé par deux cantons : Verdun-Est et Verdun-Ouest.

## Géographie
Ce canton est organisé autour du chef-lieu Verdun et fait partie intégralement de l'arrondissement de Verdun. Son altitude varie de 185 m (Dugny-sur-Meuse) à 393 m (Rupt-en-Woëvre) pour une altitude moyenne de 277 m. Sa superficie est de 126,12 km2.

## Histoire
Le canton de Verdun fait partie du district de Verdun, créé par le décret du 30 janvier 1790.
Après la suppression des districts en 1795, le canton intègre l'arrondissement de Verdun lors de la création de celui-ci en 1801.
Par décret du 23 juillet 1973, afin de diminuer les écarts de population entre les cantons, le canton de Verdun est divisé en deux :
- le canton de Verdun-Est ;
- le canton de Verdun-Ouest.

## Composition
Le canton de Verdun est composé des 10 communes de:
- Verdun (chef-lieu)
- Ambly-sur-Meuse
- Belleray
- Belrupt-en-Verdunois
- Dieue-Génicourt
- Dugny-sur-Meuse
- Haudainville
- Rupt-en-Woëvre
- Sivry-la-Perche
- Sommedieue

## Représentation

### Conseillers d'arrondissement (de 1833 à 1940)
Le canton de Verdun avait deux conseillers d'arrondissement.
| Période                                  | Période          | Identité                               | Étiquette            | Qualité |
| ---------------------------------------- | ---------------- | -------------------------------------- | -------------------- | --- |
| 1833                                     | 1839             | Jean Baptiste Antoine père (1763-1849) |                      | Banquier, négociant et propriétaire, conseiller municipal de Verdun                                                        |
| 1833                                     | 1839             | Jean Baptiste Mareschal                |                      | Négociant, Président du Tribunal de commerce, Premier adjoint au maire de Verdun (maire de 1834 à 1837)                    |
| 1839                                     | 1842             | Louis Jules Géminel                    |                      | Substitut du Procureur du Roi à Verdun                                                                                     |
| 1839                                     | 1855             | M. Barrault                            |                      | Notaire, maire de Verdun (1837-1848)                                                                                       |
| 1842                                     | 1845             | M. Briot                               |                      | Licencié en droit, propriétaire à Verdun                                                                                   |
| 1845                                     | 1860             | Charles Louis Benoit                   |                      | Licencié en droit, avocat, adjoint au maire de Verdun                                                                      |
| 1855                                     | 1871             | Jacques Ambroise Cartier               |                      | Major en retraite à Verdun, Président du Conseil d'arrondissement                                                          |
| 1860                                     | 1880             | Jean Charles Victor Buvignier          |                      | Avocat à Verdun, Président du Conseil d'arrondissement                                                                     |
| 1871                                     | 1880             | Louis Marie Victor Pasquin             |                      | Banquier à Verdun |
| 1880                                     | 1881 (démission) | Louis Maury                            | Républicain          | Maire de Verdun (1879-1881 et 1884-1904)                                                                                   |
| 1880                                     | 1886             | M. Denizet                             |                      | Négociant à Verdun |
| 1881                                     | 1886             | François Simon (1813-1894)             |                      | Instituteur honoraire, maire de Dugny-sur-Meuse, Officier de l'Instruction Publique, Président du Conseil d'arrondissement |
| 1886                                     | 1889             | Auguste-François Nicolas               |                      | Propriétaire, adjoint au maire de Verdun                                                                                   |
| 1886                                     | 1901             | François-Émile Calmet                  |                      | Propriétaire à Verdun |
| 1889                                     | 1901             | Pierre-Henri-Paul Janvier (1849-1928)  |                      | Avocat, maire de Dieue-sur-Meuse                                                                                           |
| juillet 1901                             | 1907 (démission) | Albert Noël                            | Rad.                 | Avoué à Verdun, Conseiller municipal de Verdun (1896-1904)                                                                 |
| juillet 1901                             | 1907             | Léon Braquier (1854-1936)              | Républicain          | Fabricant de confiserie à Verdun                                                                                           |
| 1907                                     | 1908             | Léon-Auguste Charinet                  | RG                   | Vétérinaire, conseiller municipal de Verdun                                                                                |
| 1907                                     | 1910             | Louis Baudot                           |                      | Industriel à Verdun |
| 1908                                     | 1925             | Léon Braquier                          | Républicain          | Fabricant de confiserie à Verdun, Président du Conseil d'arrondissement                                                    |
| 1910                                     | 1913             | Charles-Jean-Baptiste-Sébastien Thomas |                      | Entrepreneur de travaux publics, maire de Belleray                                                                         |
| 1913                                     | 1925             | Philogène-Joseph-Prosper Lejeune-Morin |                      | Industriel à Verdun, Président du comité démocratique                                                                      |
| 1919                                     | 1922             | Paul Lescuyer                          |                      | Médecin à Verdun |
|                                          |                  |                                        |                      | |
| 1925                                     | 1940             | Charles Brasseur                       | Républicain national | Buffetier, conseiller municipal de Verdun                                                                                  |
| 1925                                     | 1937             | Georges Blume (1882-1944)              | Républicain          | Greffier en chef du Tribunal civil de Verdun Décédé à Buchenwald                                                           |
| 1937                                     | 1940             | François Auchatraire                   | Radical              | Représentant, Verdun, Président de la Société d'aviculture                                                                 |
| 1940                                     |                  |                                        |                      | Les conseils d'arrondissement ont été suspendus par la loi du 12 octobre 1940 et n'ont jamais été réactivés                |
| Les données manquantes sont à compléter. |                  |                                        |                      | |

### Conseillers généraux de 1833 à 2015
| Période     | Période          | Identité                                      | Étiquette    | Qualité |
| ----------- | ---------------- | --------------------------------------------- | ------------ | --- |
| 1833        | 1836             | Nicolas Hyacinthe Desgodins (1774-1854)       |              | Propriétaire, rentier, administrateur des hôpitaux de Verdun (1816) premier adjoint au maire de Verdun (1817-1821), Maire de Verdun (1822) |
| 1836        | 1842             | Louis Nicolas Alexandre Hannequin (1790-1878) |              | Avocat, juge d'instruction au Tribunal de Verdun                                                                                           |
| 1842        | 1848             | Louis Jules Géminel                           |              | Substitut du procureur, avocat, Verdun, conseiller d'arrondissement                                                                        |
| 1848        | 1852             | Pierre Jonveaux                               |              | Juge de paix |
| 1852        | 1860 (décès)     | Nicolas Gabriel Clément-Bertrand (1802-1860)  |              | Propriétaire, rentier Maire de Verdun (1848-?)                                                                                             |
| 1860        | 1874             | Charles Louis Benoit (1808-1889)              | Centre droit | Avocat Maire de Verdun (1860-1876), conseiller d'arrondissement Député (1871-1876)                                                         |
| 1874        | 1881 (décès)     | François Alexandre Félix de Fallois           | Républicain  | Manufacturier Maire de Sommedieue |
| 1881        | 1904             | Benoît Louis Maury                            | Républicain  | Propriétaire à Verdun Maire de Verdun (1879-1881 et 1884-1904), conseiller d'arrondissement                                                |
| 1904        | 1910 (démission) | Léonce Rousset (1850-1938)                    | Nationaliste | Militaire retraité à Verdun Député (1902-1906) Maire de Verdun(1905-1906)                                                                  |
| 1910        | 1922 (décès)     | Léon Auguste Charinet                         | RG           | Vétérinaire à Verdun, ancien conseiller d'arrondissement                                                                                   |
| 1922        | 1926 (décès)     | Paul Lescuyer (1872-1926)                     |              | Docteur en médecine à Verdun, conseiller d'arrondissement                                                                                  |
| 1926        | 1933 (décès)     | Victor Schleiter (1872-1933)                  | URD          | Notaire Député (1924-1933) Maire de Verdun (1925-1933)                                                                                     |
| fév. 1934   | 1934             | Léon Floquet (1887-1975)                      | URD          | Avoué Maire de Verdun (1933-1935) |
| 1934        | 1940             | Gaston Thiébaut (1898-1982)                   | Rad.         | Expert-comptable Député (1934-1942) Maire de Verdun (1935-1940)                                                                            |
|             |                  |                                               |              | |
| 1943        | 1945             | Émile Coné                                    |              | Hôtelier-restaurateur Maire de Verdun (1941-1944) Nommé conseiller départemental en 1943                                                   |
|             |                  |                                               |              | |
| 1945        | 1947 (démission) | Gaston Thiébaut (1898-1982)                   | Rad.         | Expert-comptable Député (1934-1942) |
| 8 juin 1947 | 1949             | Maurice Rochette (1900-1971)                  | MRP          | Négociant-garagiste Conseiller municipal de Verdun Sénateur (1946-1948)                                                                    |
| 1949        | 1955             | Georges Tourte (1901-1986)                    | RPF          | Commerçant à Verdun |
| 1955        | 1973             | François Schleiter (1911-1990)                | CNIP         | Avocat Sénateur (1948-1983) Maire de Verdun (1953-1965) Secrétaire d'État (1953-1954 et 1957-1958)                                         |